# Virgen de la Consolación (Granada)
Nuestra Madre y Señora de la Consolación, también conocida como Virgen de la Consolación, es una imagen devocional de Granada (España), que forma parte de la Hermandad del Cristo de San Agustín y que procesiona anualmente durante la Semana Santa de Granada.
Razones teológicas e históricas justifican dicha advocación en el seno de esta Hermandad de la Semana Santa granadina. El nombre de la Virgen María, asociada por voluntad divina a las tareas redentoras, se asocia también al carácter Paráclito del Hijo del Hombre, apareciendo así como intercesora ante Dios, medadiadora y tal y como queda reflejado en las Letanías lauretanas: "Consuelo de los Afligidos" (del latín: Consolatrix Afflictorum). Como en el apartado histórico veremos la advocación de "Consolación" se retrotrae a plena Edad Media y ha sido cutostiada dicha advocación por la Ciudad de la Alhambra hasta nuestros días.

## Historia[1]
Hay que remontarse, en primer lugar, a la devoción mariana de los Hermanos de la Cuerda o Correa de San Agustín, especie de terceros que abundaron pronto en el convento que se erigió hacia 1553 más o menos en el lugar que actualmente es Mercado Municipal de San Agustín. Los hermanos solían vestir en sus funciones principales el hábito y el cinturón agustinianos. Celebraban solemnes cultos mensuales, con procesión claustral.
Esta hermandad, de acentuado contenido espiritual, se encontraba puesta bajo la protección de Nuestra Señora de la Consolación, centro de devoción de sus hermanos. Era una advocación muy querida por la orden Agustina. De hecho, también se le veneraba en el convento de agustinos descalzos de Loreto, en el Albaicín.
En 1677 cristalizó la devoción a Nuestra Señora de la Consolación, en forma de una nueva hermandad, en el convento de San Francisco Casa Grande. Este importante caudal devocional, centrado en la imagen dolorosa de María, es, por tanto, coetáneo de la fundación de la Hermandad del Santo Cristo de San Agustín. Al frente de la cofradía mariana se encontraba, como era costumbre, un hermano mayor y un mayordomo y entre sus cargos incorporaba la figura, popular por entonces, del padre de ánimas. La renovación de cargos tenía lugar en el cabildo general celebrado cada año por Pascua de Resurrección. Las reglas de esta hermandad mariana fueron aprobadas en agosto de 1678, siendo Arzobispo de Granada Fray Alonso Bernardo de los Ríos y Guzmán. Lo más curioso es la procedencia de sus cofrades: eran gallegos residentes en Granada. Ciertamente era habitual que los “naturales” de otras regiones o de otros países erigieran cofradías propias. En Granada las hubo también de asturianos, de portugueses y de franceses.
Poseyó capilla propia y una estrecha vinculación con una de las hermandades más destacadas del cenobio franciscano y germen de las cofradías penitencias de la ciudad: la Santa Vera Cruz. Esta vinculación se observa desde su origen y se reforzó en 1690. En virtud de una concordia, los Hermanos de la Consolación participaban acompañando a su imagen mariana en la estación de penitencia que realizaba la Vera Cruz entre la noche del Jueves y la madrugada del Viernes Santo. Además de esta faceta procesional, celebraba la función principal de la Virgen el primer domingo de julio, consistente en misa solemne con sermón y posterior procesión. El estandarte y la cera de la hermandad acompañaba también el entierro de sus hermanos.
La advocación de Nuestra Señora de la Consolación se hallaba también presente de forma íntima y callada, aunque vestida la imagen con muchas joyas y adornos, en la clausura del convento de religiosas del Santo Ángel Custodio. No era una imagen cualquiera, pues estaba muy presente en la vida de la comunidad y especialmente, relata el P. Torres, cuando todos los trienios al elegir o reelegir Abadesa, nombran por principal Prelada a una imagen de Nuestra Señora de la Consolación, muy devota, que está en la clausura, de quien por este título han recibido singulares favores.

## Análisis Artístico
Se trata de una imagen que se erige como titular Mariano de la Hermandad del Santo Cristo de San Agustín (Granada) y quecuenta con la advocación de María Santísima de la Consolación. La obra actual se debe a las manos del sevillano Antonio Joaquín Dubé de Luque que esculpió la imagen por encargo en los años 90. Se trata ésta en cuestión de una Dolorosa de vestir, realizada en madera de cedro. Es una obra en bulto redondo, pedestre y que no presenta movimiento. De composición simétrica en el candelero, que presenta forma troncocónica, y en el torso, ambas manos tienen una composición dinámica alternando la posición de los dedos, formando los de la mano izquierda si trazamos una línea imaginaria entre los dedos índice, corazón y anular una "M" que representa la inicial del nombre de María. El rostro de la escultura está ligeramente inclinado hacia la izquierda y en ellos se aprecia un sentimiento de dolor que viene dado por la tímida apertura de la boca, los ojos entrecerrados, siendo éstos polícromos y no postizos en color marrón que reflejan una mirada perdida, juntamente por las cuatro lágrimas que le bañan la faz. La vestimenta que luce corre a cargo del vestidor Francisco Garví Fernández, hermano del Santo Cristo. 
Se concibió para estar acompañada del "Discípulo Amado", San Juan Evangelista, que es obra del mismo autor y realizada en el año 2001. En el 2008 se estrena la imagen de María Magdalena que la acompañará, también, para formar así la "Sacra Conversación" que mantuvieron estos dos discípulos de Cristo junto con la Virgen al pie de la Cruz. La imagen de "La Magdalena" es obra del autor onubense Elías Rodríguez Picón.

## Cultos
- Solemne Triduo (2.ª semana de octubre)
- Sagrado y Devoto Besamano (2.ª semana de octubre)
- Sagrado Pésame (en Viernes Santo, antiguamente)

## Enseres
- Palio de sobreplateado de estilo neoclásico-imperial diseñado por el director Artístico de la Hermandad, Antonio Joaquín Dubé de Luque. La orfebrería ha correspondido a los talleres de Orfebrería Andaluza, regentados por la familia De los Ríos.

- Techo del palio confeccionado por los talleres de María Felicitación Gaviero, de Málaga, a partir del Paño Fundacional del Convento del Ángel Custodio fruto de una donación de las R.R.M.M. Clarisas del Convento del mismo nombre de la Ciudad de Granada. El techo del palio está compuesto por un doble friso recto con ocho escudos heráldicos acolados con símbolos militares, con  un centenar, grosso modo, de flores de lis bordadas en oro, y un escudo central a modo de Gloria con el escudo personal de Sor María de las Llagas, Abadesa fundadora del Convento del Santo Ángel granadino a principios del siglo XVII. Todos estos bordados han sido traspasados sobre terciopelo burdeos.